# Santervás de la Vega (kommunhuvudort)
Santervás de la Vega är en kommunhuvudort i Spanien.   Den ligger i provinsen Provincia de Palencia och regionen Kastilien och Leon, i den norra delen av landet, 250 km norr om huvudstaden Madrid. Santervás de la Vega ligger 924 meter över havet och antalet invånare är 507.
Terrängen runt Santervás de la Vega är platt. Runt Santervás de la Vega är det glesbefolkat, med 14 invånare per kvadratkilometer. Närmaste större samhälle är Saldaña, 5,5 km öster om Santervás de la Vega. Trakten runt Santervás de la Vega består till största delen av jordbruksmark.